# Willem Frederik van Sleeswijk-Holstein-Sonderburg-Glücksburg

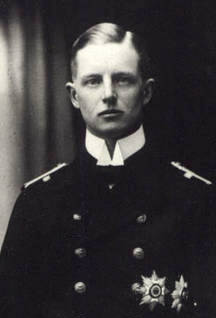
Willem Frederik van Sleeswijk-Holstein-Sonderburg-Glücksburg

Willem Frederik Christian Günther Albert Adolf George van Sleeswijk-Holstein-Sonderburg-Glücksburg (Holstein, 23 augustus 1891 - Coburg, 10 februari 1965) was een telg uit het Huis Sleeswijk-Holstein-Sonderburg-Glücksburg.
Hij was het vijfde kind en de enige zoon van Frederik Ferdinand van Sleeswijk-Holstein-Sonderburg-Glücksburg en diens vrouw Caroline Mathilde van Sleeswijk-Holstein-Sonderburg-Augustenburg. 
Op 15 februari 1916 trouwde hij in Coburg met Marie Melita zu Hohenlohe-Langenburg, dochter van Ernst zu Hohenlohe-Langenburg en diens vrouw Alexandra van Saksen-Coburg-Gotha, een kleindochter van koningin Victoria van Engeland.
Het paar kreeg de volgende kinderen:
- Hans Albrecht (1917-1944)
- Willem Alfred (1919-1926)
- Frederik Ernst Peter (1922-1980)
- Marie Alexandra (1927-2000)